# يوجينة أليفة الجبال
أوجينيا أليفة الجبال (الاسم العلمي:Eugenia monticola) هي نوع من النباتات تتبع جنس الأوجينيا من فصيلة الآسية.